# توماس هاموند (رجل أعمال)
توماس هاموند (بالبوكمول: Thomas Hammond) هو شخصية أعمال نرويجي، ولد في 1630، وتوفي في 1681.